# £
£（ポンド、リラ）は、ポンドとリラが用いる通貨記号である。古代ローマの通貨リーブラのアルファベット表記である libra の頭文字『L（エル）』に由来する。
リーブラは天秤を意味し、そこから質量の単位、質量1リーブラの銀の価値へ変化した。なお、「#」とは同じ由来である。
$の縦棒や¥の横棒と同様に、横棒が1本と2本でも同義である。

## 使用状況
使用頻度は、まったく用いない通貨もあるなど個々に異なる。
イギリス・ポンド、イタリア・リラ、アイルランド・ポンドは「£100」と数字の前にスペースを置かず、イスラエル・リラはイスラエルの頭文字を添えた I£ を、エジプト・ポンドは LE が多用され、エジプトの頭文字 E を添えた E£ や £E も散見される。トルコ・リラは TL 、新トルコ・リラは YTL を多用する。

## コンピュータでの扱い
イギリスの古い文字コードであるBS 4730（ISO/IEC 646 GB）は、0x23 に £ を割り当てていた。0x23 は ASCII で「#」であり、£ を定義していないASCIIでは £ を # で代用する事例もみられる。
HTML文字参照では、&pound; で £ を表示できる。
Unicodeはポンド記号とリラ記号をそれぞれ定義しているが、リラもポンド記号表記が推奨されている。
| 記号 | Unicode | JIS X 0213 | 文字参照              | 名称               |
| ---- | ------- | ---------- | --------------------- | ------------------ |
| £    | U+00A3  | 1-1-82     | &pound; &#xA3; &#163; | ポンド記号         |
| ￡   | U+FFE1  | -          | &#xFFE1; &#65505;     | ポンド記号（全角） |
| ₤    | U+20A4  | -          | &#x20A4; &#8356;      | リラ記号           |